# Kordysz

Herb

Kordysz – herb szlachecki.

## Opis herbu
W polu czerwonym, pod półkolem srebrnym, barkiem do góry odwróconym i z obu stron żeleźcem zakończonym, strzała prosto do dołu, w środku prawo-ukośnie przekrzyżowana. W klejnocie trzy pióra strusie.

## Najwcześniejsze wzmianki
W Bracławskiem województwie, Krzysztof Kordysz podczaszy Bracławski 1674, Michał podczaszy Bracławski

## Herbowni
Kordysz, Skobejko, Skobejkowicz.